# Hannah Collins
Hannah Collins (Londres, 1956) és una fotògrafa i cineasta anglesa establerta a Barcelona des de la dècada del 1990. Habitualment mostra el seu treball a la Leo Castelli Gallery de Nova York i a la Galeria Joan Prats de Barcelona. L'any 2003 va exposar al CAC de Màlaga Medir la verdad, una sèrie de fotografies de gran format, i el juny de 2019 la Fundació Antoni Tàpies va inaugurar l'exposició Escriuré una cançó i la cantaré en un teatre envoltada de l'aire de la nit, un homenatge a l'arquitecte egipci Hassan Fathy i els seus somnis trencats.

## Filmografia
- 2001: La cantante – Produït per Basilisk Communications
- 2002: La Mina. A 500 metres del Fòrum – Produït per Hannah Collins i Mercury Films[5]
- 2002: Buscando la vida – Produït per Hannah Collins
- 2006: Beshencevo – A Current History – Produït per Hannah Collins, Biennale de Sevilla, CaixaForum, i Film London
- 2007: Parallel – Produït per Basilisk Communications
- 2007: La Mina 2001–2007 – Produït per Seacex
- 2008: Solitude and Company – Produït per Hannah Collins i Le Fresnoy, Studio National